# 35. Międzynarodowy Festiwal Filmowy w Wenecji
35. Międzynarodowy Festiwal Filmowy w Wenecji odbył się w dniach 24 sierpnia – 7 września 1976 roku. W czasie tej edycji imprezy nie obradowało jury, gdyż w latach 1969-1979 nie przyznawano na festiwalu nagród konkursowych.